# Транспорт Сумської області
Транспорт Сумської області — система транспортного обслуговування на теренах Сумської області, яка включає основні види міжміського громадського, залізничного та повітряного транспорту.
На території області розвинуті усі види транспорту. В районах Слобожанщини і Сіверщини розташована доволі розлога мережа залізниць. Протяжність залізниць загального користування на 1985 рік —   км.
Головні напрямки:
- Київ — Харків
- Конотоп — Курськ
- Київ — Конотоп — Москва
- Бахмач — Гомель

Залізнична мережа Сумської області

Сумська область межує з Російською Федерацією, довжина державного кордону — 298 км., на якому розташовані чотири пункти пропуску залізничного транспорту (Волфіно, Пушкарне, Хутір-Михайлівський, Зернове) та п'ять — автомобільного (Бачівськ, Катеринівка, Рижівка, Юнаківка, Велика Писарівка).
Областю проходять декілька транспортних коридорів, серед яких панєвразійський автошлях Україна — Росія — Казахстан E38

### Автомобільний

Автошляхи Сумської області та відстані між містами області

Протяжність автомобільних шляхів — 8 000 км, в тому числі з твердим покриттям — 7 000 км. Відстань від обласного центра до Києва — 350 км.
Важливі автомагістралі:
- Н07 — Київ—Суми—Юнаківка;
- Н12 — Суми—Полтава;
- Р44 — Суми—Путивль—Глухів;
- Р45 — Суми—Краснопілля—Богодухів;
- Р61 — Батурин—Конотоп—Суми.

По території Сумської області пролягають автошляхи:
міжконтинентальні та загальноєвропейські
- автомагістраль E38
- автомагістраль E101
- автомагістраль E381
- автомагістраль E391

міжнародні та національні
М02, Н07, Н12
Дороги місцевого значення в Україні позначаються чотиризначним цифровим індексом, в якому перші дві цифри — індекс області, а дві інші — номер дороги. Індекс Сумської області — 19.

### Міський
Міський електротранспорт на 2007 рік представлений:
- Тролейбусами — ** маршрутів в ** містах області: Сумах, ...  Вперше з'явився в Сумах (1967 рік).
- Трамваями — ** маршрутів в ** містах області: ...,.  Вперше з'явився в ... (19** рік).

Міжміський та приміський
Міжміські автобуси у Сумській області забезпечуються мережею автостанцій «Сумиоблавтотранс» і дають можливість дістатися з центру області у всі куточки країни. Розклад автобусів можна знайти на автовокзалах та на сайтах місцевої ради. Пасажиропотік на центральному автовокзалі Сум — 100 осіб на годину.
В Сумах діють дві автостанції: Центральний автовокзал (вул. Степана Бандери 40) та Автостанція (вул. Ковальський проїзд), у Глухові працює автобусна станція і є автопарк.

### Залізничний

залізниці північного регіону Сумської області до Другої Світової війни

У Сумській області знаходяться залізничні шляхи, які належать державній компанії «Укрзалізниця» в особах філій: в південній частині області (півночі Слобідщини) — Південна залізниця, в північній і центральній частинах — Південно-Західна залізниця.

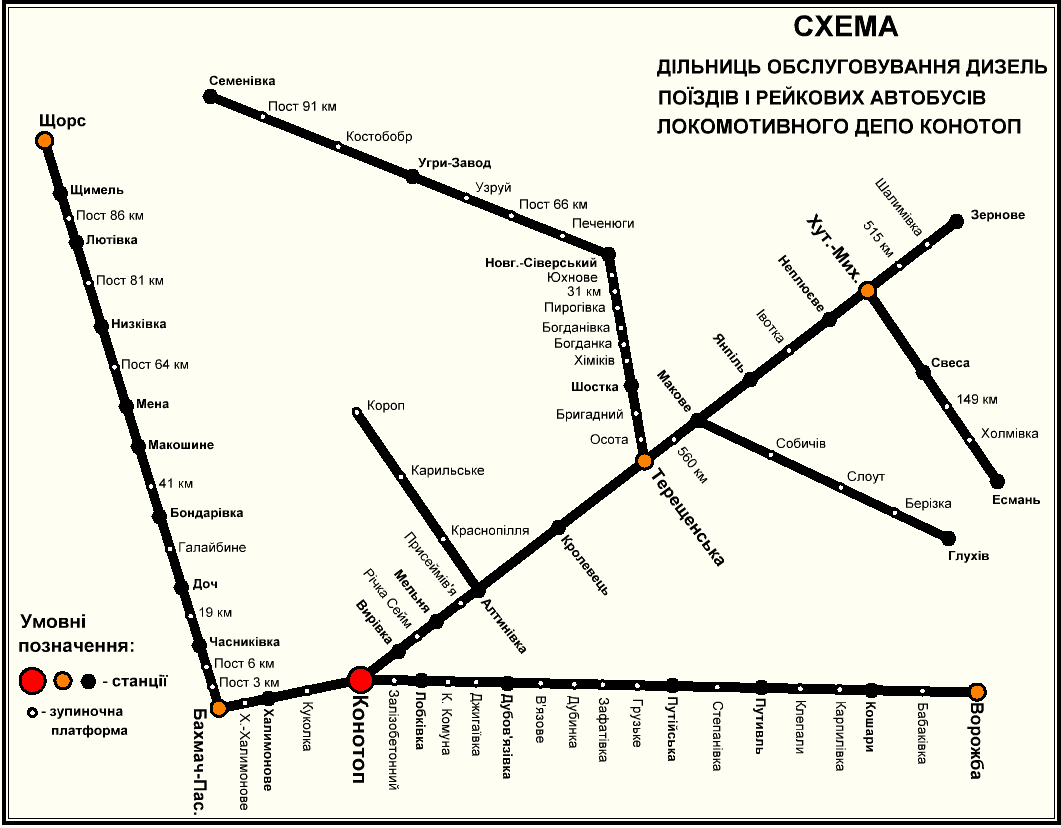
Схема дільниць що обслуговуються локомотивним депо Конотоп

На теренах Сумської області діють: Сумська дирекція, Полтавська дирекція та Конотопська дирекція залізничних перевезень.
Найбільші залізничні вузли: Ворожба, Конотоп, Бахмач, Хутір-Михайлівський.

#### Історія
Замість споконвіку існувавших чумацьких шляхів та ногайських стежок, згодом з'явились ґрунтові поштові станції, а з XIX сторіччя й залізниці. Перші залізниці на ... будувалися приватними власниками виключно для обслуговування підприємств регіону. Першою з них ....
1888 року відкрито рух поїздів на ділянці Ворожба — Курськ Курсько-Київської залізниці.
Наприкінці XIX та на початку XX століть на лінії Ворожба — Київ споруджені станції: Путивль, Грузьке, Конотоп, Бахмач, Плиски, Крути, Ніжин, Носовка, Кобижчі, Бобровиці, Бобрик і Київ. У бік Курська: Волфине, Глушково, Корнєво, Колонтаївка, Артаково, Льгов, Лукашовка, Дьяконово і Курськ. Зазначення залізничної станції Ворожба, яка через деякий час стала вузловою, зростало. Становлення і розвиток станції Ворожба внесли суттєві зміни в розвиток економіки краю.

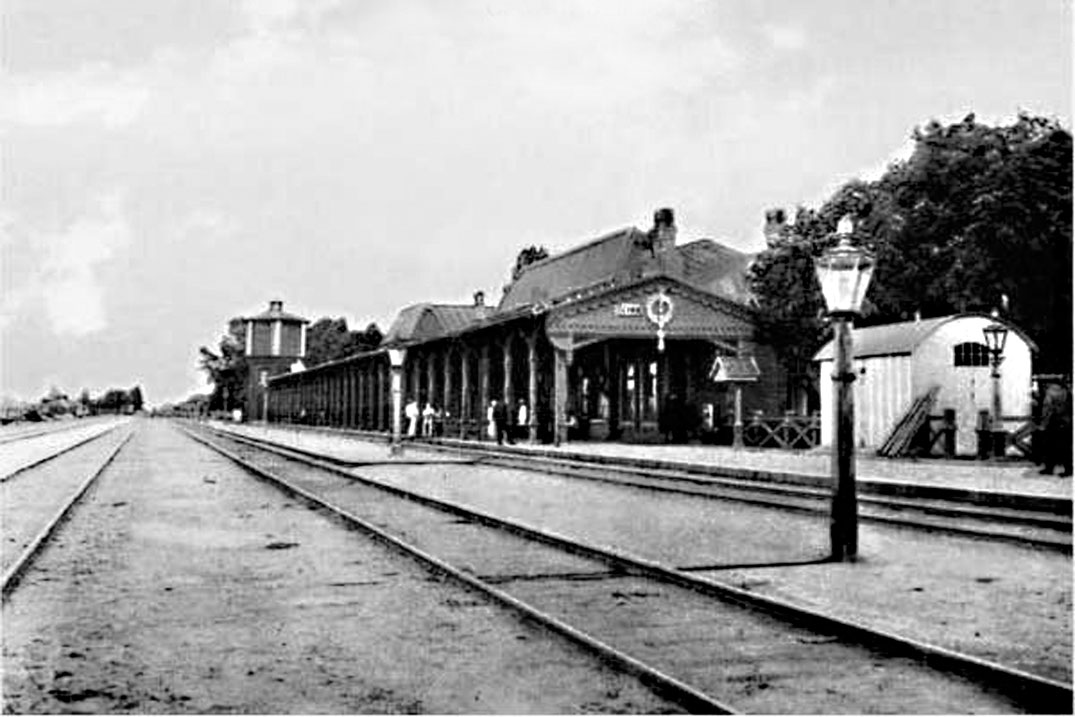
Залізничний вокзал у місті Суми. Початок 20 століття. Листівка.

З 1894 року вступила в експлуатацію вузькоколійна залізниця Ворожба — Середина Буда (нині станція Зернове), яку в 1915 році перебудували на широку колію. Акціонерне товариство Московсько-Києво-Воронезької залізниці на початку 90-х років побудувало на Ворожбянському вузлі паровозо-вагонні майстерні. Економічне значення вузла зростало.
1908 року з питання про приєднання міста Путивль з залізничною мережею імперії, визнала за доцільне прокладання залізниці та погоджуючись з доповіддю спеціальної комісії щодо проведення запроектованої до побудови магістралі Херсон — Катеринослав — Полтава — Терни продовжити її через станцію Путивль Московсько-Києво-Воронезької залізниці по Путивльському повіту до міст Путивль та Глухів і далі до станції Хутір-Михайлівський тієї ж Московсько-Києво-Воронезької залізниці. На жаль, цьому проекту не судилося бути здійсненим в силу певних причин.

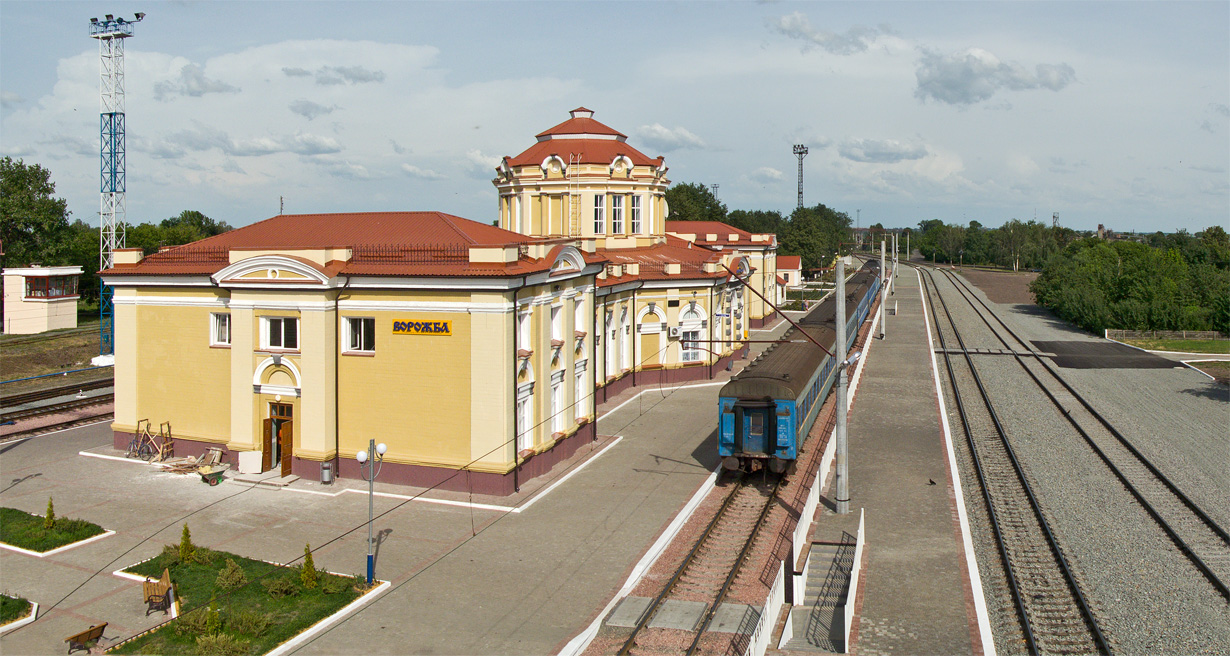
Залізничний вокзал станції Ворожба (2010 рік)

У 1930-тих роках для вивозу каменю з Баницькоко кар'єру була прокладена залізнична гілка Глухів — Баничі.
2010 року відкрили електрифіковану ділянку Конотоп — Ворожба.
Див. також
- Категорія:Залізничні станції Сумської області
- Конотоп (локомотивне депо)
- Конотопська дирекція залізничних перевезень

### Водні шляхи
Див. за темою
- Річки Сумської області

### Повітряний
В області є кілька аеродромів, зокрема в Сумах міжнародний аеропорт «Суми» та аеродром у Глухові